# Shabdrung
De Shabdrung (ook Zhabdrung) is de belangrijkste tulku-linie in Bhutan, vergelijkbaar met de dalai lama in Tibet. Een tulku is een lama, die uit mededogen is geïncarneerd om gelovigen te leiden op het pad naar verlichting. De linie heeft zijn begin bij Shabdrung Ngawang Namgyal (1594-1651), die het land gesticht heeft en de stammen verenigde. In Bhutan wordt Shabdrung vereerd als de derde belangrijkste persoon na Padmasambhava en Boeddha.
Shabdrung Ngawang Namgyal legde de basis voor vele Bhutaanse gewoontes waaronder het systeem van duaal leiderschap waarbij de bestuurlijk leider, de druk desi en de geestelijk leider Je Khenpo de macht deelden. Deze scheiding werd belangrijk voor de bureaucratie na de dood van Shabdrung in 1651, aangezien zij de macht in handen kregen in plaats van zijn zoon. De autoriteiten hielden het overlijden van Shabdrung geheim voor 54 jaar en gedurende die tijd regeerden ze in zijn naam.
Uiteindelijk kon de leugen niet meer in stand worden gehouden en moest er een opvolger worden bepaald. Volgens het tulku systeem zou de opvolger al lang zijn geïncarneerd. Men zegt dat de druk desi en Je Khenpo een praktische oplossing verzonnen. De Shabdrung was inderdaad gereïncarneerd, maar niet als een persoon, maar als drie personen - een lichaamincarnatie, een geestincarnatie en een spraak-incarnatie. Desalniettemin werd het moeilijk het land bij elkaar te houden en de volgende twee eeuwen stond voornamelijk in het teken van de krijgsheren. De lichaam-incarnatie hield halverwege de 18e eeuw op te bestaan, maar de geest- en spraak-incarnatie van de Shabdrung bestaat nog steeds.
In 1907 werd de Bhutaanse monarchie ingesteld en Ugyen Wangchuk geïnstalleerd als erfelijk koning. De installatie had steun van het Verenigd Koninkrijk, maar was tegen de wensen van Tibet. De aanwezigheid van de Shabdrung was vaak de aanleiding om de legitimiteit van de koninklijke familie ter discussie te stellen. In 1931 maakte de shabdrung, Jigme Dorje een verzoek aan Mahatma Gandhi om de monarchie af te schaffen en de Shabdrung werd vervolgens door de koninklijke troepen vermoord. De laatste Shabdrung incarnatie, Jigme Ngawang Namgyal, vluchtte in 1962 uit Bhutan en heeft de rest van zijn leven in Kalimpong, India gewoond. Op 5 april 2003 overleed de Shabdrung en er is bij sommige aanhangers twijfel over de doodsoorzaak.

## Lijst van shabdrungs
De dood van Ngawang Namgyal werd 50 jaar geheim gehouden. Daarna verzonnen de druk desi en Je Khenpo en penlops een list, door een drievoudige incarnatie te erkennen:
- Ku tulku: incarnatie van het lichaam
- Thu tulku of Thugtrul: incarnatie van de geest
- Sung tulku of Sungtrul: incarnatie van het woord

De lichaam-incarnatie stierf uit in het midden van de 18e eeuw, de andere twee duurden voort tot in de 20e eeuw. De incarnatie van de geest wordt in het algemeen erkend als de shabdrung.
| Naam                                             | leven     | leiderschap |
| ------------------------------------------------ | --------- | ----------- |
| Ngawang Namgyal                                  | 1594-1651 | 1616-1651   |
| tussenpose van 50 jaar incarnaties van de geest: |           |             |
| Künga Gyaltsen                                   | 1689-1713 | 1698-1712   |
| Pyogla Namgyal                                   | 1708-1736 | 1712-1729   |
| Jigme Norbu                                      | 1717-1735 | 1730-1735   |
| Mipam Wangpo                                     | 1709-1738 | 1735-1738   |
| Jigme Dragpa                                     | 1724-1761 | 1738-1761   |
| Chögi Gyaltsen                                   | 1762-1788 | idem        |
| Jigme Dragpa                                     | 1791-1830 | idem        |
| Jigme Norbu                                      | 1831-1861 | idem        |
| Jigme Chögyal                                    | 1862-1904 | idem        |
| Jigme Dorje                                      | 1905-1931 | idem        |
| Jigme Tenzin Chogay                              | 1939-1953 | idem        |
| Jigme Ngawang Namgyal                            | 1955-2003 | idem        |
| Pema Namgyel                                     | v.a. 2003 | idem        |

Deze lijst wordt betwist, door een afstammeling van een Tibetaanse tulkulinie die van NN zou afstammen. De kandidaat die deze tak naar voren bracht in de 20e eeuw is Namkhai Norbu (1938), die later naar Italië vertrok en hoogleraar werd aan het Oriëntaals Instituut van de Universiteit van Napels.
gelugschool: dalai lama, pänchen lama, Ganden tripa · kagyüschool: karmapa, shamarpa, tai situ, gyalwang drugpa, shabdrung · sakyaschool: sakya trizin · nyingmaschool: mindrolling trichen, Dorje Phagmo · rimé-beweging
boeddhisme: concepten · geschiedenis · stromingen · geschriften · personen · tempels · devotie · per land · termen